# EL Кравчук
EL Кравчук (Андрій Вікторович Остапенко; *17 березня 1977, Вільнюс, Литва) — український співак, актор, телеведучий та композитор.

## Біографія

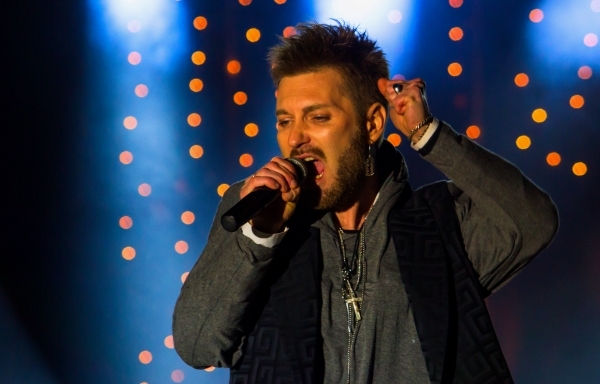
EL Кравчук під час виступу у Полтаві 9 березня 2017

Андрій Остапенко народився у місті Вільнюсі (Литва). Мати, Людмила Володимирівна Остапенко, — лікар, батько, Віктор Сергійович Остапенко, — військовий, викладач, професор. У 1989 році родина переїжджає до Києва, де Андрій, закінчивши 11 класів, подає документи до престижного київського Музичного училища імені Глієра. Успішно складає іспити і в 1993 році — вступає. Навчається за класом вокалу.
Але цього Андрієві замало — одночасно він вступає до Університету імені Драгоманова на історичний факультет.
Стартував на сцені, будучи студентом музичного училища Глієра, як соліст групи «Сінгапур». У 1994 році в його творчості відбувся помітний ривок — країна почула ім'я EL Кравчук. «EL» означало «електронний».
У 1995 році Андрій подав заявку на участь у міжнародному конкурсі «Червона Рута» і не переміг у ньому (з тих пір принципово не бере участі в музичних конкурсах). Починається запис першого альбому. У 1996 році артист підписує контракт з лейблом «Музична біржа» і вступає в Київську державну консерваторію ім. П. Чайковського.
У 1997 році виходить перший альбом «Нічий». На підтримку альбому організований всеукраїнський тур по 35 містах. У конкурсі «Людина року» перемагає в номінації «Артист року». Тоді ж знявся в епізодичні ролі у «Шоу довгоносиків». У 1998 році одночасно захищає три дипломи про освіту (крім училища Глієра та консерваторії, ще й на факультеті історії педуніверситету ім. Драгоманова).
У 2000 році виходить альбом «Солдат Кохання», в підтримку якого організовано тур. У конкурсі «Золоте перо жар-птиці» шоу EL Кравчука «Солдат кохання» визнано «Найкращим шоу року». У 2001 році виходить альбом «Мортідо», який мікшувався в Лондоні. Відбувся всеукраїнський тур «100% любові». Того ж року Кравчук знявся у серіалі «Слід перевертня» (продюсер — Роман Балаян). Вся музика до фільму написана Андрієм, в підтримку виходить диск з саундтреком.
У 2002 році актор знявся у фільмі «Happy people» (режисер — Олександр Шапіро). 1-2 вересня — благодійні сольні концерти в театрі оперети за підтримки ООН. З 2003 року Кравчук взяв перерву в сольній кар'єрі і весь час присвятив театральній постановці «Гамлет» (режисер — Андрій Жолдак). 85 спектаклів в Україні, Голландії, Франції, Іспанії, Македонії, Хорватії, Румунії, Болгарії, Польщі, Німеччині, Росії, Сербії.
У 2005 році відбулась прем'єра авторського мюзиклу «Сонце». Кравчук став ведучим програми «Хочу бути зіркою» на каналі «1+1».
З 2006 року Кравчук почав співпрацю з компанією «Планета Мьюзік» під керівництвом продюсера Олега Чорного. У 2007 році почав Співпрацю з відомим композитором і саунд-продюсером Михайлом Некрасовим. Виходить нова пісня і кліп «Hollywood» (Режисер — Герман Глинський).
У 2008 році почався новий виток у творчій кар'єрі артиста. Продюсером EL Кравчука стає композитор Михайло Некрасов. Відбувся Виступ на «Таврійських Іграх» у дуеті з Вєркою Сердючкою з піснею «Лети на свет». Зйомки кліпу на однойменну пісню (Режисер — Віктор Скуратовський).
У 2009 році — проект «In the mood», запис пісні для Eurovision Dance Contest. Українська пара Покопаєва-Костецький зайняли третє місце з танцем «Джайв» та композицією «In the mood». Участь в міжнародному проекті «Золота Лілія» — запис гімну спортивного фестивалю. Участь в національному відборі Eurovision з піснею «Fly to Heaven».
У 2010 році El Кравчук починає працювати самостійно, займається продюсуванням нових пісень та концертів. Бере участь в національному відборі конкурсу «Eurovision» з піснею « Моя надежда», що написана композитором Олегом Попковим та священиком-поетом з Берліна Данилом Ірбітсом. Пісня «Моя надежда» стає лідером національного відбору за результатами глядацького голосування.
Спільно з відомим режисером Семеном Горовим презентує програму пісень Олександра Вертинського «То, что я должен сказать», з якою гастролює по країнах СНД та Європи. Концертна програма «То, что я должен сказать» стає найуспішнішим комерційним проектом на фестивалі Джаз Коктебель. Випускає диск з однойменним альбомом пісень Вертинського у власному виконанні.
У 2011 році — зйомка клипів «Города», «На облаках» (режисер Семен Горов).
У 2012 році — гастролі концертної програми «Танго Вертинського» відбуваються в Ризі (Латвія), Берлині (Німеччина), Москві (Росія), Києві (Україна), Одесі (Україна). Розпочинає співпрацю із саунд-продюсером Іваном Демцовим.
Записує пісні «Победим», «Прости». Бере участь в ювілейному концерті пам'яті Людмили Гурченко з піснею «Молитва». Презентує нову концертну програму «Победим» — яскраве шоу за участю балету та Dj GLADIATOR, у Ризі (Латвія), Кемері (Туреччина), та великих містах України: Києві, Одесі, Черкасах тощо.
Знімається в телешоу «Алло, директор», «Говорить Україна», «Пусть говорят», «Дім на заздрість всім», «10 на 10» (спільний україно-грузинський проект за участю зірок шоубізнесу).
Бере участь в проекті журналу «ViVa» і компанії «L'oreal paris» — «Мій Париж».
Рекординговий лейбл Moon Records випускає в світ одразу два альбоми El Кравчука — «На облаках» и CD-DVD «Избранное» (найкращі пісні за 15 років та відеокліпи, а також найяскравіші виступи).
У 2013 році презентує яскравий літній хіт «Сумасшедшая», тізер та на відеокліп El Кравчук — «Сумасшедшая» 2013.
З 2014 року спрямував творчу діяльність на культурну підтримку жителів Луганської та Донецької областей. Займався концертами для військових та цивільних. Від військових отримав позивний «Прометей». Також встиг взяти участь у телепроєкті "Як дві краплі".
У 2018 році презентував нові треки Lito18, Lito18 (Remix), «Все буде добре» створені у співавторстві з композитором Михайлом Некрасовим. Презентація пісень відбулась у Арена Львів на проєкті Українська пісня. 
У 2019 розпочав співпрацю з лейблом Kontramarka та презентував сингл «Алло», який активно підтримали українські радіостанції. Того ж року закінчив співпрацю із лейблом.
У 2020 році презентував сингл «Дым твоих сигарет». У жовтні 2020 року провів у Києві закриту презентацію концертної програми і однойменного альбому «Порошок від кохання», який вийшов на цифрові майданчики із затримкою осінню 2021 року. 
У 2021 році випустив сингл «День народження» та сингл «Амстердам».
У 2022 році презентував треки «Без страху», «Тато». Провів десятки концертів на підтримку військових та цивільних. 
У лютому 2023 року випустив сингл «Кіт собака» та спільний переспів власного хіта «Вогонь« у дуеті з гуртом Аква Віта. 
З липня 2023 року розпочав роботу із музичним менеджером та продюсером Андрієм Бліновим. З цього періоду почався ребрендинг та "повернення EL Кравчука" у медіа простір. У жовтні презентував перший за три роки кліп "Додому", сингл та remix до нього. Також встиг знятись у фото проєкті Михайла Некрасова «Ехо війни».
У грудні 2023 року видав сингл «Різдвяний рай», а також після довгих перемовин менеджменту видав на цифрові майданчики свій легендарний альбом 1997 року «Нічий». 
У січні 2024 року випустив на цифрові майданчики свій другий альбом 1998 року «То моє кіно» та maxi single «Навіщо» (2001). У лютому 2024 заявив про свою участь у мюзиклі «Шевченко 2.0» Харківського академічного українського драматичного театру імені Тараса Шевченка, у якому грав роль пам'ятника Шевченку та для якого записав кілька пісень омажей.
У березні 2024 року випустив українську версію свого хіта «Голлівуд» та новий кліп до нього. У липні 2024 року випускає провокаційний сингл та кліп «Голими» у якому знімається володарка найбільших грудей в Україні - блогерка Міла Кузнєцова.
У серпні 2024 взяв участь у проєкті Dear Kharkiv - записав пісню разом із Ансамблем Збройних Сил України та Харківськими дитячими хорами, а також знявся у кліпі. 
У жовтні 2024 року презентував новий сингл та музичне відео Café del Mar.
У листопаді 2024 року відіграв сольний концерт у Львові та на сцені Національного академічного драматичного театру ім. Івана Франка відбулась презентація вистави «Шевченко 2.0». 
У березні 2025 року презентував міні альбом пісень-омажей на вірші Т.Г. Шевченко «Для мене так звучить Тарас», це пісні які звучали у виставі «Шевченко 2.0». Презентація альбому відбулась із живим виступом у Національному музеї Тараса Шевченка.
У квітні 2025 року випустив невиданий у 1997 році сингл «Вічний грішник» та анонсував до 30-річчя творчої діяльності випуск легендарного альбому «Нічий» на вінілі, який запланований на липень 2025 року. 
У травні 2025 року презентував нову версію свого хіта «Війна завжди війна» та mood video до нього.

## Альбоми
- Нічий (1997)
- То моє кіно (1998)
- Солдат кохання (2000)
- Мортидо (2001)
- То, что я должен сказать… (2010)
- Избранное (2011)
- На облаках (2012)
- Порошок від кохання (2021)
- EL Кравчук (2023)[3]
- Для мене так звучить Тарас (EP) (2025)

## Сингли
- Солдат кохання (2000)
- Навіщо (2001)
- Ти не вір (2004)
- Душа (2004)
- Hollywood (2008)
- Лети на свет (feat. Вєрка Сердючка) (2008)
- Lito18 (2018)
- Allo (2019)
- День народження (2020)
- Амстердам (2020)
- Без страху (2022)
- Тато (2022)
- Кіт-Собака (2023)
- Додому (2023)
- Різдвяний рай (2023)
- Голлівуд (2024)
- Голими (2024)
- Dear Kharkiv (2024)
- Café del Mar (2024)
- Ангел (2024) (Невидане 1997)
- Колискова (2024) (Невидане 2004)
- Вічний грішник (2025) (Невидане 1997)
- Війна завжди війна (new version) (2025)

## Кліпи
- Hollywood (2008)
- Лети на свет (2008)
- Війна завжди війна (1997)
- Доля (1997)
- Цыпленок жареный (2000)
- Cолдат кохання (2000)
- Ти не вір (2004)
- Навіщо (2000)
- Мы скоро встретимся с тобой (2001)
- Душа (2003)
- Мерилин (2001)
- На облаках (2012)
- Города (2012)
- Сумасшедшая (2013)
- Кокаинеточка (2001)
- Дым твоих сигарет (2020)
- Амстердам (2021)
- Додому (2023)
- Голлівуд (2024)
- Голими (2024)
- Dear Kharkiv (2024)
- Café del Mar (2024)
- Війна завжди війна (new version) (2025)

## Фільмографія
- След оборотня (серіал) (2001)
- Хеппі Піпл (2002)
- Апартаменти (2013)

## Телебачення
- 1996 — "Шоу довгоносиків", 4-а серія "Пурга в Сінгапурє" - камео
- 2006 — "Хочу бути зіркою" на 1+1, ведучий.
- 2018 — "X-Фактор"